# Acte jurídic
Un acte jurídic és el fet, humà, voluntari o conscient i lícit, que té per fi immediat establir entre les persones relacions jurídiques, crear, modificar o extingir drets i obligacions. L'acte jurídic produeix una modificació en les coses o al món exterior perquè així ho ha disposat l'ordenament jurídic.
Perquè es doni l'acte jurídic no n'hi ha prou que hi hagi un subjecte i un objecte amb prou capacitat, es necessita alguna cosa que els posi en relació, establint un llaç o un vincle que els uneixi, fent passar la relació jurídica de l'estat de possibilitat a l'estat d'existència. Aquest tercer element és un fet, que pel fet de ser productor d'efectes jurídics es denomina fet jurídic; quan aquest fet procedeix de la voluntat humana rep el nom d'acte jurídic.

## Estructura o elements de l'acte jurídic
Si bé és cert que el concepte d'acte jurídic és una abstracció, no per això deixa de tenir una estructura. La doctrina considera que utilitzar la denominació d'elements és la més generalitzada. En el seu desenvolupament, es distingeixen tres tipus d'elements: els elements essencials, els elements naturals i els elements accidentals.
Elements essencialsEls elements essencials són els components imprescindibles de tot acte jurídic, sense que l'autonomia de la voluntat pugui defugir-los. A més aquests elements són els que permeten que un acte jurídic es concreti i pugui assolir la seva denominació distingint-se d'altres actes jurídics. La doctrina i la llei en gairebé tots els països de sistema de dret continentals coincideixen a assenyalar que aquests requisits són la manifestació de la voluntat, la capacitat, l'objecte, la causa i la forma o solemnitat. No obstant això, s'ha de distingir entre els elements essencials de caràcter general (els ja exposats) i els de caràcter especial, que són els que requereixen cada acte jurídic en particular, però que han de concórrer amb els elements de caràcter general; en una compravenda, per exemple, els elements essencials especials serien el bé que es ven i el preu que ha de ser pactat.
Elements naturalsEls elements naturals són els que estan inserits en la naturalesa d'un acte jurídic concret i determinat, de tal manera que el dret se'ls atribueix encara que les parts no els hagin inclòs. La seva presència en el contingut d'un acte jurídic determinat prescindint de la voluntat de les parts és el que els fa elements naturals.
Elements accidentalsAquests elements s'incorporen a l'acte jurídic per voluntat de les parts en exercici de la seva autonomia sense que això afecti la validesa de l'acte jurídic, però sempre que no es desvirtuï l'essència de l'acte i no hi hagi prohibició de la llei. Els elements accidentals es diferencien dels naturals perquè són aliens a l'acte jurídic, així aquests seran modalitats alternatives de realitzar l'acte jurídic. Per exemple, en una compravenda les modalitats serien la condició, el càrrec i el termini.

## Classificacions
- Actes positius i negatius: En els primers, el naixement, la modificació, l'extinció, etc. d'un dret, depèn de la realització de l'acte, com és, per exemple, la signatura d'un pagaré, el lliurament d'una suma de diners, la realització d'un treball o d'una obra d'art. En els segons, en canvi, la conducta jurídica consisteix en una omissió o abstenció, com és el cas de les obligacions de no fer. El propietari d'una casa llogada a un tercer ha d'abstenir-se de pertorbar en el seu gaudi: en aquest fet negatiu, en aquesta abstenció, consisteix el compliment de la seva obligació.

- Actes unilaterals i bilaterals: Els actes jurídics són unilaterals quan per la seva perfecció, requereixen la voluntat d'una sola part, que pot ser una sola persona, en el cas del testament, o la voluntat de diverses persones que són, però, una sola part, car la seva voluntat s'expressa amb el mateix sentit com, per exemple, en el cas de les comunitats representades per un administrador. Són bilaterals quan requereixen el consentiment de dues o més voluntats (consentiment), com els contractes.

Aquesta classificació no s'ha de confondre amb la de contractes que són unilaterals i bilaterals. Els contractes són sempre actes jurídics bilaterals, atès que no existeixen sense el concurs de voluntats, però amb vista als seus efectes, s'anomenen unilaterals els que creen obligacions a càrrec d'una sola de les parts, com ara el dipòsit o la donació i bilaterals aquells que les creen per a ambdues parts, com la compravenda i el contracte de treball.
Actes entre vius i d'última voluntatEls actes jurídics l'eficàcia dels quals no depèn de la mort d'aquells de qui emana la voluntat, s'anomenen actes entre vius, com ho són els contractes. Quan no han de produir efectes sinó després de la mort d'aquells de qui emana la voluntat, es denominen actes d'última voluntat o mortis causa, com els testaments.
Actes gratuïts i onerososActes a títol gratuït o simplement gratuïts són aquells en què l'obligació és a càrrec d'una sola de les parts i responen a un propòsit de liberalitat, com ho són els testaments, la donació, la renúncia sense càrrec a un dret. En canvi, en els actes onerosos les obligacions són recíproques i cada contractant les contreu en vista que l'altra part s'obliga al seu torn, com passa en la compravenda, la permuta, etc.
Actes formals i no formalsActes formals o solemnes són aquells l'eficàcia dels quals depèn de l'observança de les formalitats ordenades per la legislació. Són no formals o no solemnes aquells la validesa dels quals no depèn del compliment de cap solemnitat.
Actes patrimonials i de famíliaEls primers són els que tenen un contingut econòmic. Els segons, en canvi, es refereixen a drets i deures de família o extrapatrimonials.
Actes d'administració i de disposició o alienacióEn l'acte d'administració només es transfereix la tinença o l'ús, com per exemple en l'arrendament o en el comodat, on aquest acte no treu de l'esfera d'actuació del subjecte el bé en qüestió, objecte de l'acte pel contrari. En els de disposició es transmet el domini, la propietat de la cosa, com per exemple en l'alienació i en el gravamen.
Actes abstractes de causa i causatsL'acte abstracte, malgrat constituir una declaració de voluntat que revela l'ànim de generar efectes jurídics que interessin l'agent, no porta la causa incorporada en si. Exemple: el gir d'una lletra que tot i contenint una obligació de pagament, és independent de la seva causa. L'acte causat té causa evident i notòria. Exemple: l'arrendament.

## Formalitats en els actes jurídics
Els actes jurídics, en general, poden ser formals o no formals. Són formals aquells actes jurídics per a l'existència o validesa dels quals és necessària la manifestació de certs caràcters externs, en vista a produir plens efectes jurídics. Exemple d'això són els contractes solemnes, que requereixen una solemnitat pròpiament dita, o els contractes reals, que requereixen el lliurament de la cosa.
Les formalitats, tal com les reconeix la doctrina, poden ser:
Formalitats ad-solemnitatemEs refereix a aquelles formalitats que constitueixen requisit d'existència o validesa de l'acte en qüestió, i l'omissió d'aquest requisit el converteix en un acte nul, inexistent, o que no produeix efecte jurídic. Per exemple, en la majoria dels països, la compravenda de béns seents s'ha de fer en escriptura pública, sense la qual s'entén que la venda és nul·la. Aquestes solemnitats s'estableixen en consideració a la naturalesa de l'acte, donada la importància que el determinat negoci jurídic té per a l'ordenament jurídic nacional.
Formalitats habilitantsSón aquelles formalitats establertes en consideració de les persones incapaces o absents, en vistes a protegir el seu patrimoni amb certes traves legals que impedeixen als seus representants disposar lliurement del seu patrimoni. Aquest és el cas, per exemple, de les restriccions dels guardadors a la venda de béns seents dels seus pupils, la qual, en la majoria dels països, s'ha de fer en pública subhasta prèvia autorització de jutge competent. La seva omissió implica la nul·litat de l'acte en qüestió.
Formalitats ad probationemEls requisits externs a l'acte jurídic que s'exigeixen en consideració a l'acreditació formal d'un acte davant la societat o les autoritats. Per regla general, es tradueix en l'escripturació del determinat acte, com en el cas dels contractes de treball, on és d'interès del legislador que aquests actes es mantinguin escripturats o registrats, en protecció dels treballadors. La seva omissió mai comporta la nul·litat, sinó formes diferents d'ineficàcia dels actes jurídics, com ara la inadmissibilitat de la prova testimonial.
Formalitats de publicitatAquelles formalitats destinades a donar publicitat al determinat acte jurídic, i que per regla general es tradueixen en la inscripció del negoci en un registre públic, de manera que totes les persones tinguin accés al coneixement del seu contingut i efectes. La seva violació comporta, com a norma general, la inoposabilitat de l'acte enfront de tercer.